# Kursaal

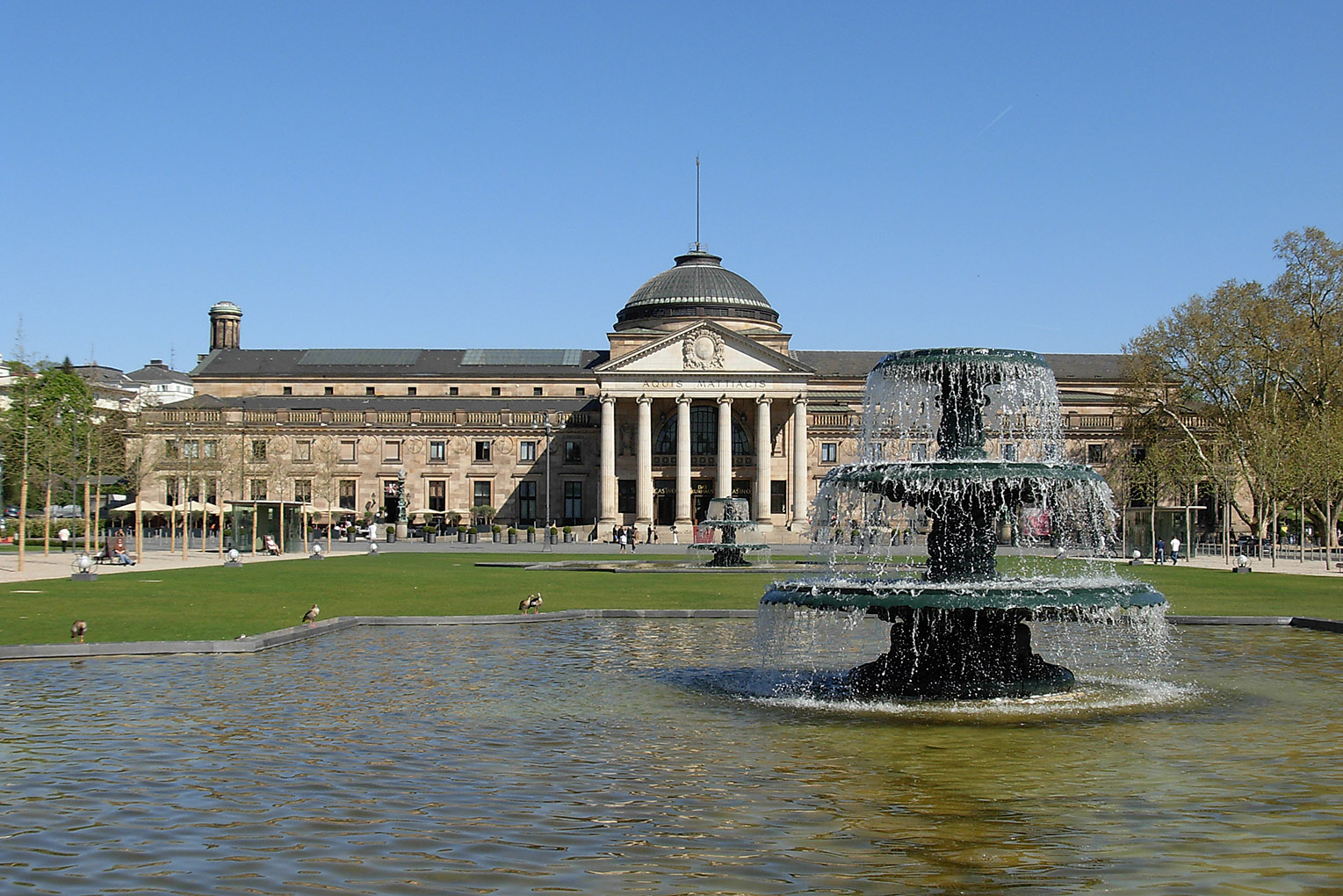
Il Kurhaus Wiesbaden

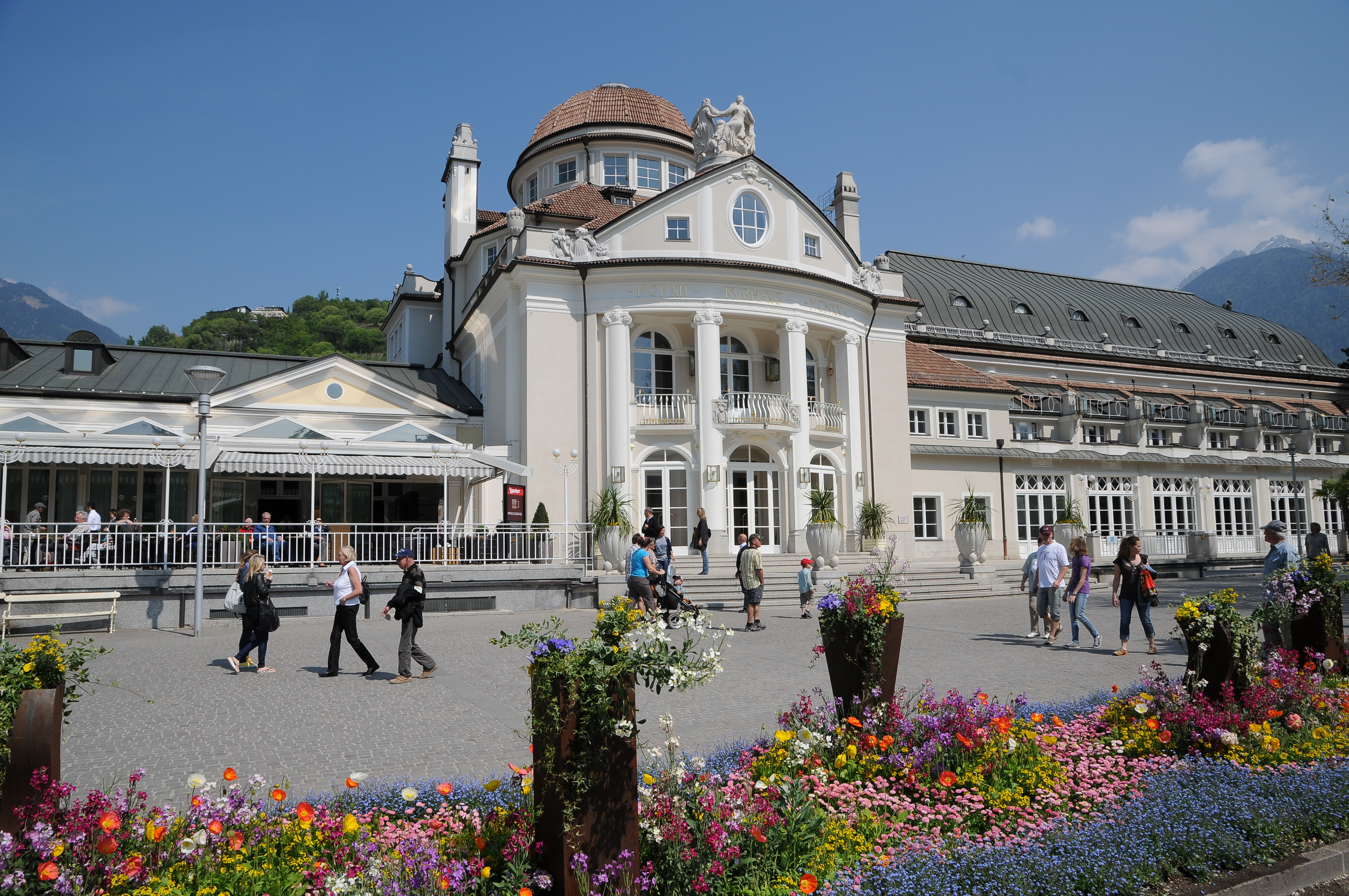
Il Kurhaus di Merano

Il kursaal (in tedesco "sala per le cure"), anche conosciuto come kurhaus ("casa di cura") e kurcasino, è una struttura turistica o alberghiera in grado di offrire intrattenimenti mondani e vari servizi fra cui sale da ballo, ristoranti, stabilimenti balneari e termali, sale di lettura, da gioco, casinò, teatri e piste da tiro a segno.

## Storia
I primissimi kursaal risalgono all'Ottocento, e includono perlopiù edifici tedeschi come il Kurhaus di Wiesbaden e l'area intrattenimento del centro termale di Bad Ems, entrambi costruiti durante la prima metà del secolo. Oltre ad aver preso piede in Germania, la moda dei kursaal attecchì in tutta Europa fra la seconda metà del secolo e i primi decenni del Novecento come confermano alcuni esempi architettonici di questo tipo situati in Belgio (il Casino-Kursaal di Ostenda), Svizzera (il Casinò di Interlaken), e Francia (il Kursaal di Besançon). Invece, fra i kursaal collocati in Italia si possono segnalare quelli di Merano (1874, ancora del periodo austro-ungarico), Alassio, Bordighera, Rapallo (1901), Montecatini Terme (1906), San Pellegrino (1907), Milano (1909), Viareggio (su progetto dell'architetto Orsino Bongi, 1912) e Pescara (1910).